# Sabine Fandrych
Sabine Fandrych (* 1968 in Burghausen) ist eine deutsche Politikwissenschaftlerin. Seit Juli 2021 ist sie geschäftsführendes Vorstandsmitglied der Friedrich-Ebert-Stiftung.

## Werdegang
Fandrych wurde im Jahr 1968 in Burghausen geboren und absolvierte in den Jahren 1989 bis 1996 ein Studium der Politikwissenschaft, Ethnologie sowie portugiesische Linguistik an der Ludwig-Maximilians-Universität München. An der Universität Hamburg promovierte sie im Jahr 2000 mit einer Arbeit zu Kommunalreform und Lokalpolitik in Mosambik.
Im Anschluss daran ging sie zehn Jahre wechselweise für die Friedrich-Ebert-Stiftung (FES) und die Deutsche Gesellschaft für Internationale Zusammenarbeit nach Angola und Äthiopien, wo sie bei verschiedenen zivilgesellschaftlichen und öffentlichen Stellen als Beraterin tätig war.
In den Jahren 2010 bis 2016 leitete sie das Fritz-Erler-Forum, das baden-württembergische Landesbüro der Friedrich-Ebert-Stiftung in Stuttgart. Im Jahr 2016 wechselte sie als zunächst stellvertretende Abteilungsleiterin der Politischen Akademie an die FES nach Bonn, die sie seit Anfang 2017 leitet. Zum 1. Januar 2021 wechselte sie in die Geschäftsführung der Stiftung und hat zum 1. Juli 2021 Roland Schmidt als geschäftsführendes Vorstandsmitglied der FES abgelöst.

### Politisches Engagement
Seit dem Jahr 1997 ist Sabine Fandrych Mitglied in der SPD, für die sie 2020 an ihrem Wohnort Königswinter im Wahlkreis Oberdollendorf bei den Kommunalwahlen antrat.

## Veröffentlichungen

### Als Autorin
- Konfliktmanagement und -regelung der Vereinten Nationen in Mosambik: übertragbares Modell oder erfolgreiche Ausnahme? (= Arbeiten aus dem Institut für Afrika-Kunde. Nr. 101). Institut für Afrika-Kunde, Hamburg 1998, ISBN 978-3-928049-55-9.
- Kommunalreform und Lokalpolitik in Mosambik: Demokratisierung und Konflikttransformation jenseits des zentralistischen Staates? (= Hamburger Beiträge zur Afrika-Kunde. Nr. 65). Institut für Afrika-Kunde, Hamburg 2001, ISBN 978-3-928049-75-7.
- From Liberation Struggle to Proxy War, and from Warlordism to a Victor’s Peace: The Role of Resources in Angolan Politics, in: Matthias Basedau and Andreas Mehler (eds): Resource Politics in Sub-Saharan Africa. Institut für Afrika-Kunde, Hamburg 2005.
- Frei – Gerecht – Solidarisch: Politische Bildung für Soziale Demokratie (Ko-Autorin). Friedrich-Ebert-Stiftung, Bonn/Berlin 2020, ISBN 978-3-96250-522-6.
- Das Ziel politischer Bildung muss es sein, an einem gemeinsamen demokratischen Diskursraum mitzubauen. In: Positionen der politischen Bildung 3. Interviews zur außerschulischen Jugend- und zur Erwachsenenbildung herausgegeben von Klaus-Peter Hufer, Tonio Oeftering, Julia Oppermann. Wochenschau Verlag, 2019, ISBN 978-3-7344-1184-7.
- Demokratie braucht Demokraten. Politische Bildung als Aufgabe politischer Stiftungen. In: Michael Reitemeyer (Hg): Politische Bildung stärken – Demokratie fördern. Beiträge zur Geschichte und Aktualität von Politischer Bildung. Festschrift für Lothar Harles zum 65. Geburtstag. Wochenschau Verlag, 2017, ISBN 978-3-7344-0591-4.
- Baustellen der repräsentativen Demokratie. Quergedacht in Baden-Württemberg. Friedrich-Ebert-Stiftung / Fritz-Erler-Forum, Stuttgart 2011.
- Die Afrikanische Union – auf dem Weg zu den United States of Africa? Friedrich-Ebert-Stiftung, Referat Afrika, 2008.
- China in Angola: nachhaltiger Wiederaufbau, kalkulierte Wahlkampfhilfe oder globale Interessenpolitik? In: Internationale Politik und Gesellschaft Online. International Politics and Society, 2007.

### Als Herausgeberin (Auswahl)
- Juristin, Emigrantin, Botschafterin der Versöhnung und Erinnerung. Fritz-Erler-Forum Baden-Württemberg, Stuttgart 2012 (dnb.de [abgerufen am 14. Dezember 2020]).